# Kabbalistische levensboom

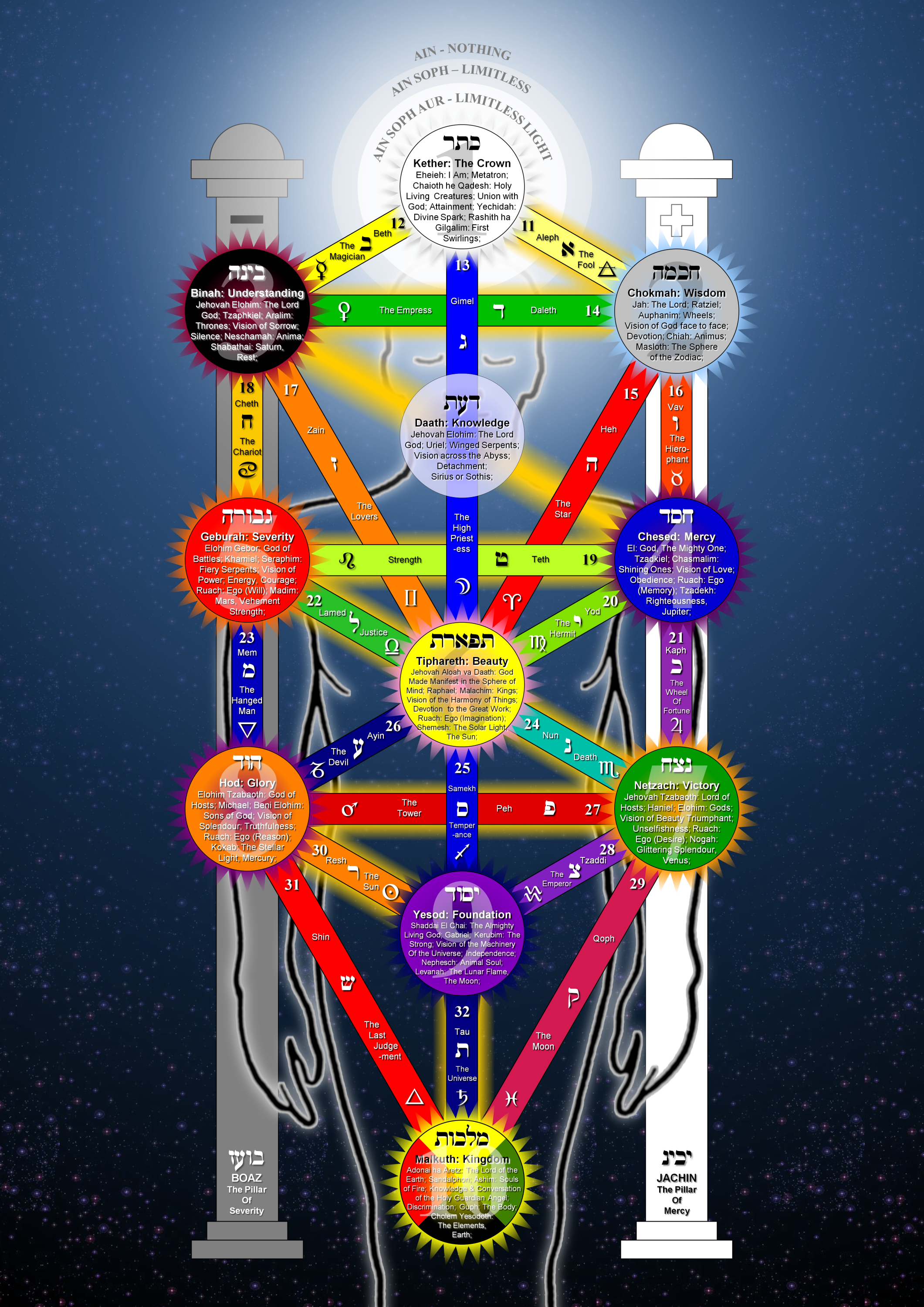
De kabbalistische levensboom met de 10 sefirot

De kabbalistische levensboom is een model waarmee hermetische kabbalisten het gehele universum en het ontstaan ervan symbolisch voorstellen. Deze levensboom heeft een andere vorm dan degene die de joodse kabbalisten kenden.
De eerste publicatie waarin deze levensboom voorkwam was Athanasi Kirchers Oedipus Aegypticus uit 1652. Robert Fludd nam dit diagram in aangepaste vorm over in zijn Complete Works uit 1617.

## Beschrijving
De tien sefirot samen met de paden ertussen worden de tweeëndertig paden van de wijsheid genoemd. De sefirot worden in de kabbala gezien als de 10 attributen / emanaties waarmee God de wereld heeft geschapen en waardoor hij zich manifesteert:
1. Kether of De Kroon
2. Chokmah of Wijsheid
3. Binah of Begrip
4. Chesed of Genade
5. Gevurah of Gestrengheid
6. Tiphareth of Schoonheid
7. Netzach of Overwinning
8. Hod of Glorie
9. Yesod of Fundering
10. Malkuth of Koninkrijk

Tussen Binah en de volgende sefira is er een onzichtbare sefira die "Da'ath" of Kennis wordt genoemd.
De tien sefirot bevinden zich op een van de drie "zuilen"; de linkse zuil heet Strengheid, de middelste Mildheid en de rechtse Genade. Volgens de kabbala ontstond uit 'het Onbepaalde' eerst Kether, dan Chokmah en daarna Binah die de Hemelse Driehoek vormen. Daaruit ontstond de rest.

## De vier werelden
De middeleeuwse kabbalisten verdeelden de levensboom in "vier werelden" van scheppingsmanifestatie. God werd verondersteld aanwezig te zijn in elk van deze vier werelden die ieder symbolisch voorgesteld werden door een letter uit het tetragrammaton, de heilige naam JHVH (bestaande uit de vier Hebreeuwse letters Yod, He, Vau, He) meestal vertaald als "Jehova", of "Jahwe". Die vier werelden zijn: 
1. Atziluth, de archetypische wereld; deze wereld bevat slechts 1 sefira: Kether.
2. Briah, de wereld van de schepping; deze wereld bevat Chokmah en Binah, de meest verheven voorstelling van het mannelijk en vrouwelijk principe. Uit hun vereniging ontstaat de wereld van vorming.
3. Yetzirah, de wereld van vorming; deze wereld bevat Chesed, Gevurah, Tiphareth, Netzach, Hod en Yesod.
4. Assiah, de fysieke wereld; deze wereld representeert het laatste stadium van de materialisatie van Gods Wil in de sfeer van Malkuth op de Boom des Levens.

## Meditatie
De kabbalistische levensboom wordt bij esoterische tarot gebruikt als meditatiemiddel. Aan de leden van het 19e-eeuwse magische genootschap van de Golden Dawn werden graden toegekend naarmate zij verder gevorderd waren op de paden van deze levensboom.

## Bron
- Robert Wang - Qabalistic Tarot, Samuel Weiser Inc., 1987. ISBN 0-87728-672-8
- Nevill Drury, Stealing Fire from Heaven: The Rise of Modern Western Magic (Hoofdstuk 1: "Medieval Precursors"), Oxford University Press, 2011